# Франц Јегерштетер
Франц Јегерштетер (Санкт Радегунд, 20. мај 1907 — Бранденбург, 9. август 1943) био је аустријски земљорадник који је одбио да служи у немачкој војсци у Другом светском рату, због чега је био осуђен на смрт и напослетку убијен у затвору Бранденбурга. Римокатоличка црква га је касније беатификовала, прогласивши га блажеником и мучеником.

## Детињство и младост
Франц Јегерштетер је рођен у Санкт Радегунду, сеоцету између Салцбурга и Браунауа на Ину, као ванбрачно дете Розалије Хубер, собарице, и Франца Бахмајера, земљорадника. Одгојили су га баба и деда. Његов биолошки отац је погинуо на ратишту у Првом светском рату. Када му се мајка удала 1917. године, Франца је законски усвојио очух Хајнрих Јегерштетер, чије је презиме понео.
У младости је био дивљег темперамента, али се његова свакодневица није много разликовала од живота аустријских омладинаца тог времена. Радио је земљорадничке послове, а повремено и као рудар у Ајсенерцу, све до 1933. године када је наследио очухово домаћинство. Оженио се са Франциском Шванингер (1913 – 2013) на Велики четвртак 1936. године. Након црквеног венчања млади брачни пар се упутио на ходочашће у Рим. Франциска је била дубоко религиозна девојка, те је Франц под њеним утицајем почео да чита Библију и житија светаца. Са њом је добио три ћерке.
Када су немачке трупе дошле у Аустрију марта 1938. године, Јегерштетер је одбио место председника Санкт Радегунда. Био је једина особа у селу која је гласала против Аншлуса 10. априла, али су власти одбиле да урачунају његов глас и прогласиле су стопостотну подршку села. Иако је учествовао у војничкој обуци у војничком гарнизону Енса, био је од почетка антинацистички оријентисан. Прикључио се Трећем реду Светог Фрање 8. децембра 1940. године. На лето 1941. године постао је црквењак у локалној парохијској цркви, што му је омогућило да војни позив одбије четири пута. Не би ли нашао подршку у свом антинацистичком ставу, посетио је бискупа у Линцу, али се разочарао када је схватио да се црквени великодостојници римокатоличке цркве држе подаље од јавне осуде нацистичких злочина.

## Хапшење и смрт
Јегерштетер је примио коначни војни позив 23. фебруара 1943. године. У то време, најстарија ћерка му је имала непуних 6 година. Чврсто је остао при ставу да не жели да се прикључи војсци нацистичке Немачке, те је, дошавши у касарну Вермахта у Енсу 1. марта, одбио да положи заклетву позивајући се на приговор савести. Понудио се да служи као болничар у војци, али је молба била одбијена. Истог дана је ухапшен и затворен, прво у Линцу, а потом је премештен у Берлин 4. маја. Свештеник из његовог села га је обилазио у затвору покушавши да га одговори, али у томе није успео. Када је Јегерштетер чуо да су свештеника Франца Рајниша погубили јер је одбио да положи заклетву Хитлеру, још више се учврстио у свом пацифистичком ставу.
Оптужен за подривање војног морала, Франц Јегерштетер је осуђен на смрт у војном судском процесу 6. јула 1943. године. Премештен је у затвор у Бранденбургу 9. августа, где је истог дана био гиљотиниран, страдавши у својој 36. години. Његов пепео је положен на гробље у Санкт Радегунду 1946 године.  

## Наслеђе
Током рата и непосредно након њега, Аустријанци, а посебно они који су служили у рату, негативно су се односили према Јегерштетеровом чину и сматрали су га издајником. Сеоски живаљ Санкт Радегунда првобитно је одбио да се његово име упише на заједничком споменику погинулима у рату, док су његовој удовици одбијали да доделе пензију све до 1950. године.
Судбина овог пацифисте није била позната широј јавности све до 1964. године, када је амерички социолог Гордон Зан објавио његову биографију под именом „У самотничком сведочењу” (енгл. In Solitary Witness). Томас Мертон, трапистички монах и мировни активиста, укључио је поглавље о животу Јегерштетра у своју књигу „Вера и насиље” из 1968. године.
Аустријски телевизијски филм у режији Аксела Кортија под именом Одбијање приказан је 1971. године и у њему је Курт Вајнцирл тумачио Франца Јегерштетера.
Бронзана табла са његовим цитатом је постављена у пацифистичком спомен-парку у Шерборну, држава Масачусетс, 1994 године.
Јегерштетер је био предмет годишње конференције Braunauer Zeitgeschichte-Tage 1995. године.
Суд га је званично рехабилитовао 7. маја 1997. године.
У јуну 2007. године папа Бенедикт XVI га је прогласио мучеником. Исте године 26. октобра Јегерштетер је беатификован у обреду који је водио кардинал Жозе Сараива Мартинш у Новој катедрали у Линцу. Прославља се 21. маја, што је био дан његовог крштења.
Документарац Франц Јегерештетер: човек од савести  (Franz Jaegerstaetter: A Man of Conscience) приказан је 2011. године.
Играни филм Украдени живот (енгл. A Hidden Life), из 2019. године, поетски тематизује живот и страдање Франца Јегерштетера. Филм је режирао и сценарио написао амерички редитељ Теренс Малик. Сценарио је заснован на писмима која су Франџ и његова жена Франциска размењивали, а које је постхумно приредила Ерна Пуц. Главне улоге тумаче Аугуст Дил и Валери Пахнер, док споредне улоге тумаче Матијас Шунартс, Карл Маркович, Јирген Прохнов, Франц Роговски, као и Мајкл Никвист и Бруно Ганц, којима су ово биле уједно и последње улоге за живота.